# Lakua
Lakua est un macro-district de la ville de Vitoria-Gasteiz, au Pays basque espagnol.

## Contexte
Situé au Nord de celle-ci, il compte actuellement plus de 50 000 habitants, la plus grande concentration urbaine de la capitale alavaise. Lakua est divisé en plusieurs sous-districts ou quartiers, que bien qu'ils aient leur personnalité propre à Lakua, ils partagent entre eux une origine et une architecture semblable, ainsi que des paramètres sociaux assez égaux. Au niveau démographique et statistique, Les institutions divisent le secteur principalement deux grands quartiers : "Lakua-Arriaga" (incluant tout le secteur d'Arriaga plus une bonne partie de Lakuabizkarra) et "Lakua-Sansomendi" (incluant Sansomendi, Ibaiondo et l'autre bonne partie de Lakuabizkarra). On espère que sa population dépasse les 70 000 habitants en moins de cinq ans, puisque bien que son expansion touche à sa fin, les immeubles inoccupés sont encore nombreux.

## Limites du district de Lakua
- Au nord, le Río Zadorra, limite nord de la ville de Vitoria et du quartier d'Abetxuko.
- Au sud avec la ville consolidée
- À l'est avec la zone industrielle d'Arriaga et le Hameau d'Arriaga.
- À l'ouest avec la municipalité d'Ali (ou Sansomendi si on ne l'inclut pas dans le district).

## Caractéristiques
Le macro-district de Lakua est un grand quadrilatère qui occupe approximativement un tiers de toute la ville de  Vitoria-Gasteiz résidentielle. Il a commencé à prendre forme vers le milieu des années soixante, quand le boom industriel dans lequel a été soumise la ville, a obligé la mairie à concevoir un rapide plan d'urbanisation, relativement inattendu, avec le nord de la ville comme objectif. Ces terrains marécageux allaient tôt se transformer en un "méga quartier" qui doublera ainsi la faible population de la ville.
Toutefois, cette expansion soudaine, n'a pas été telle : le développement industriel de la ville a été très important, mais il a été suffisant avec l'expansion de Zaramaga et de quelques immeubles à Santa Lucia pour accueillir toute l'immigration. À Lakua, on a seulement développé la zone Est du secteur, connue comme Arriaga Lakua ou Lakua 13, et qui est venu envahir la vie tranquille des habitants du village d'Arriaga, au nord de la ville. Durant les années 1970 a commencé à se développer une activité immobilière timide à l'Est du quartier de Sansomendi (presque un kilomètre d'Arriaga, sans qu'il y ait un seul bâtiment au milieu), qui a été accélérée avec l'arrivée du siège du  gouvernement basque (également connu comme Édifice lakua), mais il n'a pas été jusqu'aux années 1990 quand tout le développement du méga-quartier a été mené à bien. Le développement s'est terminé autour de la zone du gouvernement basque (Lakua 3), on a achevé toute la zone Sud d'Arriaga, et a commencé la construction de Lakuabizkarra. En dix années seulement, tout lakua était uni. Il est probablement un des développements urbains les plus spectaculaires de toute l'Espagne.

## Lakua en quartiers
Actuellement, Lakua peut se diviser en trois grands districts, sous-districts, ou quartiers dans un grand quartier bien qu'officiellement cette division ne soit pas reconnue (car institutionnellement, le grand district est divisé deux). Dans les grandes lignes nous parlons de :
- Arriaga-Lakua :  A été le premier quartier de Lakua qui a été aménagé. Il est actuellement étendu vers le nord, et arrive jusqu'à la rivière zadorra. Il est situé dans l'ancien village d'arriaga et comprend tout le tiers est de Lakua. Il compte 12 000 habitants, mais durant les prochaines années pourrait atteindre les 20 000. Ici, se trouve le plus grand parc de la ville.
- Lakuabizkarra :  Sans limites claires, en principe fait partie du quartier au nord des rues Blas Otero et Antonio Machado, pour arriver à Ibaiondo. Il comprend la zone la plus neuve et en même temps la mieux organisée de Lakua. Il possède le premier centre commercial périphérique qui a été ouvert dans la ville (Lakua Centre), avec plusieurs cinémas, gymnase et magasins de grandes marques. Les noctambules disent que l'alternative à la vie nocturne de la ville, se trouve dans ce quartier. Il compte 20 000 habitants environ, mais on en attend 15 000 de plus. Encore en expansion.
- Lakua centrale :  De la rue Antonio Machado et Blas de Otero vers le sud (excluant Sansomendi). En principe, il devait inclure le siège du gouvernement basque et la place euskaltzaindia. Il compte environ 7 000 habitants, bien qu'il puisse croître de quelque 2 000 supplémentaires.

Au sein du Grand district, ne sont pas, en principe, compris les quartiers de  Ibaiondo et Sansomendi . Ce dernier de fait est culturellement et architecturalement parlant totalement innovateur par rapport au reste du quartier. Si à Lakua prolifèrent les immeubles diaphanes, relativement semblables et les classes moyennes, Sansomendi est plus des classes humbles aux grands et très différents immeubles d'étages (ici se concentre le plus grand nombre de gitans de toute la ville).
Toutefois ses bâtiments sont paroi contre paroi avec ceux de Lakua (on ne distingue pas très bien où commence et où finit l'autre) et dans ses terrains de fait, il est le centre civique et sportif de Lakua. En outre, au niveau officiel est considéré démographiquement uni à la zone ouest de Lakuabizkarra (jusqu'à la rue du Duc de Wellington) et au quartier d'Ibaiondo. Bien qu'étant socialement et architecturalement très différent à Lakua, il a l'habitude d'être considéré dans le macro-district (de plus ils sont représentés par la même association vicinale que lakuabizkarra).

## Le transport

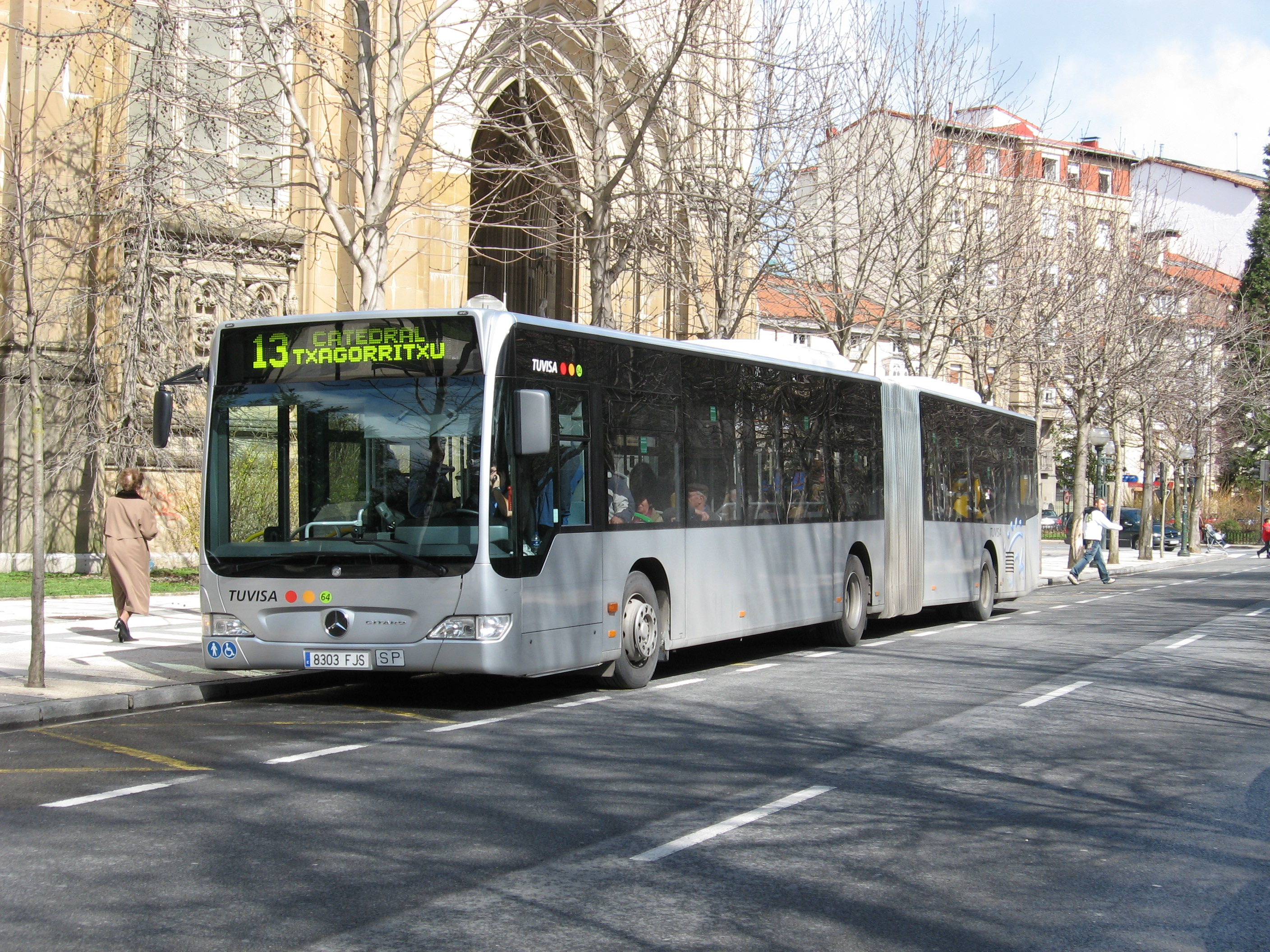
Autobus articulé de TUVISA devant la nouvelle cathédrale de Vitoria-Gasteiz.

Les habitants de Lakua ne peuvent pas marcher au centre de la ville. Ils ont besoin de moyen de transport, tant public que privé, pour pouvoir s'approcher des artères de la ville. TUVISA, la compagnie d'autobus urbains, à Lakua comme destination ou comme lieu de transit 8 de ses 17 lignes. Certaines d'entre elles a des fréquences inférieures aux dix minutes. De même, Lakua sera la principale bénéficiaire de l'implantation du Tramway de Vitoria, dont deux rames traverseront le quartier. Il compte aussi avec sa propre gare de la ligne  Vitoria-Gasteiz-Bilbao, avec en moyenne une douzaine de stations de taxi, et en principe, ici sera le futur emplacement de la gare intermodale (Autobus, train à grande vitesse et tramway) de Vitoria.

## Un quartier aux lignes droites
Pratiquement tout le quartier est tracé à coup de rues rectilignes et très larges. Deux de ces droites, sont considérées comme étant les principales de Lakua : de l'Est à l'Ouest, la droite Blas de Otero/Antonio Machado, et du Nord au Sud, la rue Duc de Wellington. Toutes les deux confluent dans ce qui a été considéré comme "le kilomètre zéro" de Lakua. Le point où se trouvent le centre commercial, le Collège San Prudencio, l'ikastola Toki-Eder, le  siège du gouvernement basque, et le centre de santé de Lakuabizkarra. Comme témoin, un grand rond-point où se trouve le plus grand afflux de véhicules dans le secteur (celle de l'Amérique latine, qui relie Lakua avec la ville consolidée). La rue Blas de Otero est en outre une des rues des plus vivantes du district du point de vue commercial et hôtelier. Les rues Pampelune, Donostia, Portal de Foronda, ou Landaverde, sont aussi des artères très importantes. Toutes ont plus de un kilomètre de longueur, et toutes sont rectilignes.

## Carences à Lakua
L'extension très rapide du district a fait qu'à aujourd'hui, elle ait encore d'importantes carences. Par exemple, le service d'autobus urbains paraît être assez inattendu (il n'y a pas de plan directeur ni en ce qui concerne l'extension de Lakua, ce pourquoi TUVISA allonge ou raccourci des lignes et des fréquences s'il estime opportun). Même chose avec les services partenaire-sportifs, complètement saturés et les travaux en suspens de la fin de la construction du centre civique d'Ibaiondo. Il y a peu de haltes/garderies dans un des quartiers avec une plus grande expansion démographique, et les communications internes sont aussi assez déficientes. En définitive, les services ne se sont pas développés aussi rapidement que le district.